# Sven Sester
Sven Sester (ur. 14 lipca 1969 w Tallinnie) – estoński polityk i menedżer, poseł X, XI, XII, XIII i XIV kadencji, od 2015 do 2017 minister finansów.

## Życiorys
Ukończył w 1987 szkołę średnią, a w 1993 studia na Uniwersytecie Technicznym w Tallinnie. Pracował w centrum badania opinii publicznej, następnie jako handlowiec. Od 1992 był dyrektorem w różnych przedsiębiorstwach, później zaś wiceprezesem spółki prawa handlowego i prezesem firmy inwestycyjnej.
Był członkiem partii Res Publica, w 2007 uzyskał członkostwo w ugrupowaniu Isamaa ja Res Publica Liit, powstałej z połączenia jego dotychczasowej formacji i Związku Ojczyźnianego. W 2002 po raz pierwszy zasiadł w radzie miejskiej Tallinna. W wyborach w 2003 po raz pierwszy uzyskał mandat posła do Zgromadzenia Państwowego X kadencji. Z ramienia IRL w 2007 i w 2011 był wybierany na deputowanego XI i XII kadencji.
W 2015 nie uzyskał reelekcji – po ponownym przeliczeniu głosów okazało się, że jeden głos więcej uzyskała inna kandydatka IRL Viktoria Ladõnskaja, której ostatecznie przypadł mandat. Sven Sester został natomiast nominowany na urząd ministra finansów w drugim rządzie Taaviego Rõivasa, rozpoczynając urzędowanie 9 kwietnia 2015. Pozostał na tej funkcji również w utworzonym w listopadzie 2016 rządzie Jüriego Ratasa. Zakończył urzędowanie w czerwcu 2017. Powrócił wówczas do parlamentu XIII kadencji (przejmując mandat po Jaaku Aaviksoo). W 2019 został wybrany na kolejną kadencję Riigikogu.

## Odznaczenia
- Medal Rady Bałtyckiej – 2007[6]